# José María Requena Barrera
José María Requena Barrera (Carmona, província de Sevilla, 18 d'abril de 1925 - Sevilla, 13 de juliol de 1998) fou un escriptor i periodista andalús.

## Biografia
Llicenciat en Dret per la Universitat de Sevilla i en Periodisme per l'Escola Oficial de Periodisme de Madrid, va ser fundador, al costat d'un grup de joves poetes sevillans, de la revista Guadalquivir, primera de la postguerra civil espanyola. El 1955, amb La sangre por las cosas, aconsegueix ser finalista del Premi Adonáis de poesia i aquesta obra es publica a la prestigiosa col·lecció Agora. Com a periodista, va començar la seva tasca a La Gaceta del Norte, de Bilbao, fins al 1964, any en què torna a Sevilla, primer com a subdirector d'El Correo de Andalucía i entre 1975 i 1978 com a director, en plena transició política espanyola. A partir de 1978, a part del periodisme actiu, es dedica de ple a la producció literària.
Abans, el 1972, havia obtingut el Premi Nadal amb la seva primera novel·la, El cuajarón. A aquest premi s'hi sumen d'altres, com el Premi Aljarafe de Contes per la seva obra La cuesta y otros cuentos, el 1979. El 1981 obté el Premi Vila de Bilbao amb la seva novel·la Pesebres de caoba, i el 1983 el Premi Luis Berenguer de novel·la amb Las naranjas de la capital son agrias. El 1985, aconsegueix el Premi Ciutat de Granada, amb la seva novel·la Agua del sur. El 1992 obté el Premi Ciutat de Sevilla de Periodisme.
Va morir en aquesta ciutat el 13 de juliol de 1998 als 73 anys.

## Obra[3]

### Novel·la
- El cuajarón, 1972.
- Pesebres de caoba, 1982.
- Agua del sur, 1988.
- Las naranjas de la capital son agrias, 1990.
- Los ojos del caballo, 1991.
- Etapa fin de sueño, 1993.

### Relat
- La cuesta y otros cuentos, 1979.
- Cuentos de cal y sol, 1990.
- La soledad repartida, 2000.

### Poesia
- La sangre por las cosas, 1956.
- Gracia pensativa, 1969
- La vida cuando llueve, 1987.

### Teatre
- Se apagaron las arañas, 2004.

### Assaig
- Gente del toro, 1969
- Toro mundo, 1990.

## Premis
- 1971: Premi Nadal de novel·la per El cuajarón.[4]